# Thomas M. Jett
Thomas Marion Jett, född 1 maj 1862 i Bond County i Illinois, död 10 januari 1939 i Litchfield i Illinois, var en amerikansk politiker (demokrat). Han var ledamot av USA:s representanthus 1897–1903.
Jett efterträdde 1897 William F.L. Hadley som kongressledamot och satt i representanthuset i sex år.
Jett gravsattes på Oak Grove Cemetery i Hillsboro i Illinois.